# Nealkoholická vinárna U Pavouka
Nealkoholická vinárna U Pavouka byl rozhlasový pořad vysílaný Československým rozhlasem, a to v pravidelných intervalech jednou za měsíc. Jeho relace připravovali Zdeněk Svěrák a Jiří Šebánek. Pracovali na nich v domě číslo 14 v pražské Dykově ulici. Ve vysílání pořadu se 16. září 1966 poprvé objevila postava Járy Cimrmana.
První díl se vysílal 6. prosince 1965 pod názvem Večer po neděli. Pořad skončil po čtyřiceti dílech na podzim roku 1969 v době, kdy Československý rozhlas opouštěli Zdeněk Svěrák, Jiří Šebánek a Miloň Čepelka.